# Torca Airport
Torca Airport är en flygplats i Chile.   Den ligger i provinsen Provincia de Curicó och regionen Región del Maule, i den södra delen av landet, 200 km sydväst om huvudstaden Santiago de Chile. Torca Airport ligger 7 meter över havet. Den ligger vid sjöarna  Laguna Vichuquén och Laguna Torca.
Terrängen runt Torca Airport är kuperad åt sydväst, men åt nordost är den platt. Havet är nära Torca Airport åt nordväst. Runt Torca Airport är det glesbefolkat, med 12 invånare per kvadratkilometer.. 
I omgivningarna runt Torca Airport växer i huvudsak städsegrön lövskog.